# Cloud Factory
Cloud Factory debitantski je studijski album ukrajinskog heavy metal sastava Jinjer. Grupa ga je samostalno objavila 1. svibnja 2014. godine. Diskografska kuća Napalm Records ponovno je objavila album 2018. godine; na toj se inačici uratka nalaze i dvije bonus skladbe.

## Popis pjesama
| 1.    | »Outlander«                                   | 3:56 |
| 2.    | »A Plus or a Minus«                           | 4:34 |
| 3.    | »No Hoard of Value«                           | 4:46 |
| 4.    | »Cloud Factory«                               | 4:44 |
| 5.    | »Who Is Gonna Be the One«                     | 5:31 |
| 6.    | »When Two Empires Collide«                    | 4:50 |
| 7.    | »Želaju značit poluču« (Želim znači dobit ću) | 3:08 |
| 8.    | »Bad Water«                                   | 5:03 |
| 36:32 |                                               |      |

| Bonus pjesme s reizdane inačice albuma | Bonus pjesme s reizdane inačice albuma      | Bonus pjesme s reizdane inačice albuma | Bonus pjesme s reizdane inačice albuma | Bonus pjesme s reizdane inačice albuma | Bonus pjesme s reizdane inačice albuma | Bonus pjesme s reizdane inačice albuma | Bonus pjesme s reizdane inačice albuma | Bonus pjesme s reizdane inačice albuma | Bonus pjesme s reizdane inačice albuma |
| Br.                                    | Skladba                                     | Trajanje                               |                                        |                                        |                                        |                                        |                                        |                                        |                                        |
| -------------------------------------- | ------------------------------------------- | -------------------------------------- | -------------------------------------- | -------------------------------------- | -------------------------------------- | -------------------------------------- | -------------------------------------- | -------------------------------------- | -------------------------------------- |
| 9.                                     | »A Plus or a Minus« (uživo iz Sentruma)     | 4:33                                   |                                        |                                        |                                        |                                        |                                        |                                        |                                        |
| 10.                                    | »Who Is Gonna Be the One« (uživo iz Atlasa) | 5:34                                   |                                        |                                        |                                        |                                        |                                        |                                        |                                        |
| 46:39                                  |                                             |                                        |                                        |                                        |                                        |                                        |                                        |                                        |                                        |

## Zasluge
| Jinjer - Tetjana Šmajljuk – vokali - Dmitriy Oksen – gitara - Roman Ibramhalilov – gitara - Jevgen Abdjuhanov – bas-gitara - Jevgen Mantulin – bubnjevi | Dodatni glazbenici - Max Morton – akustična gitara (na pjesmi "A Plus or a Minus"); miksanje, masteriranje Ostalo osoblje - Aleksander Elisejev – snimanje |